# Balotaż
Balotaż (z jęz. franc. bollotage)
dawniej  było to tajne głosowanie za pomocą białych i czarnych kul (ewentualnie kart) za lub przeciw np. przyjęciu do organizacji (białe kule za, czarne – przeciw).
Obecnie oznacza sposób wyboru kandydata mający zastosowanie w sytuacji, kiedy żaden z kandydatów nie uzyskał w trakcie głosowania wymaganej większości. Dochodzi wtedy do balotażu, czyli ponownego głosowania nad tymi kandydaturami, które zdobyły największe poparcie w pierwszym głosowaniu. Balotaż wygrywa osoba, która uzyska względną większość głosów.

## Pochodzenie i występowanie
Ten sposób głosowania wywodzi się z francuskiego prawa konstytucyjnego. Stosuje się go obecnie między innymi w Polsce, Francji, USA, Australii czy Portugalii.

## Przykład zastosowania balotażu
W 2005 w Polsce podczas wyborów prezydenckich  w pierwszej turze Donald Tusk uzyskał najwyższe poparcie wśród kandydatów (33,66%), jednak nie była to wymagana większość bezwzględna, toteż po zastosowaniu balotażu przeciwnikiem Tuska został Lech Kaczyński, który pokonał go uzyskując 54,04% głosów i tym samym wygrał wybory.